# Simulium banaticum
Simulium banaticum (лат.) — вид двукрылых насекомых рода Simulium, семейства Мошки (Simuliidae). Впервые описан в 1966 году румынским энтомологом Г. Динулеску.

## Распространение, описание
Эндемик Румынии.

## Замечания по охране
Не значится в природоохранной базе Международного союза охраны природы.